# Téli rege (opera)
A Téli rege Goldmark Károly 1908. január 2-án bemutatott operája, amely Shakespeare azonos című drámája nyomán íródott. A darab a szerző második legnagyobb sikere lett az opera műfajában, több külföldi, elsősorban német operaház is műsorára tűzte és sikeresen játszotta több évadon át.

## Az opera szereplői
| Szereplő                   | Hangfekvés        |
| -------------------------- | ----------------- |
| Leontész, Szicília királya | tenor             |
| Hermione, a felesége       | szoprán           |
| Mamilius                   | nem énekes szerep |
| Perdita, a lányuk          | szoprán           |
| Polikszenész, cseh király  | tenor             |
| Florizel, a fia            | tenor             |
| Antigonus, szicíliai nemes | basszus           |
| Paulina, a felesége        | alt               |
| Bálint, pásztor            | basszus           |
| Camillo, cseh nemes        | basszbariton      |

- Játszódik: Szicíliában és Csehországban, az i. e. I. században

## Az opera cselekménye

### I. felvonás
Polikszenész már hosszabb ideje régi barátjánál, a szicíliai királynál vendégeskedik, amikor távozni akar Hermiona marasztalja. Ekkor Polikszenész féltékeny lesz és azt gyanítja, hogy Perditának nem ő az apja. Elhatározza, hogy Camillóval megöleti a férfit. Camilló azonban hű embere Polikszenésznek, így felfedi előtte Leontész tervét és segít neki elmenekülni. A szicíliai király eszeveszett dühével Perditát kiteteti az erdőbe. Hermionét pedig éppen akkor fogják el, amikor annak kisfia a téli regét akarja neki elmesélni. A megalázott, megszégyenített Hermione kisfiával együtt belehal a bánatba. Ezután nem lesz örököse a cseh trónnak, Polikszenész tévedését pedig egy jóslat is felfedi. De már nincs mit tenni: bűneit csak azzal tudja enyhíteni, ha felkutatja az erdőbe kitett Perditát.

### II. felvonás
16 év telt el az első felvonás után. Perdita nem halt meg: Bálint, egy idős pásztor talált rá és nevelte fel. Florizel beleszeret a lányba. Miután megtudja a fiatalok titkát, Polikszenész el akarja őket szakítani. Florizel, miután megtudja apja szándékát, megszökteti szerelmét. Camillo segítségével Szicíliába szöktek.

### III. felvonás
Leontész király boldogan fogadja a szerelmeseket. Bálint irataiból kiderül, hogy a pásztorlány nem más, mint a király elveszett lánya. Végül minden jóra fordul: a szerelmesek egymásáé lesznek, majd a két király is kibékül. Hermione szobra ekkor hirtelen megelevenedik és magához emel Leontészt. Kiderül: Hermione nem halt meg, csak elvonult és titokban élt 16 évig.

## Az opera zenéje és szövegkönyve
Az opera librettóját ezúttal is A. M. Willner írta, igen silány és gyenge munkát alkotva. Az eredeti dráma lélektani megoldásainak helyét a színpadi gépezet, a jóslat és a véletlen vette át. De ezúttal Goldmark zenéje sikeresen javít ki minden hibát és dramaturgiai fogyatékosságot. A Téli rege az egyetlen operája a szerzőnek, amelyben ismét el tudta érni a nagy sikerű Sába királynője színvonalát. Az opera nyitánya a történet két fontos tényezőjét hangsúlyozza ki: Leontész féltékenységét és a fiatal szerelmesek érzelmeinek szenvedélyességét.
Az elő felvonás már a cselekmény vezetése miatt is, bővelkedik a drámai hatásokban. A felvonás különösen jól sikerült részletei Leontész féltékenységi monológjai, de a korábbi Goldmark izzó drámaiságát megszelídítette az öregkor. A felvonás lírikus részletekben is bővelkedik. Ilyen Hermione megjelenését megelőző kórus részlet vagy a királyné népdalszerű altatódala, illetve Polikszenész ariettája. Ezek a részek szinte nyugvópontok gyanánt szelídítik meg a cselekmény dramaturgiai izgalmait. A második felvonás fő jellemzője a pasztorális vidámság, a fiatalok szerelmi lírája. Már az előjáték előre vetíti a pásztori, falusi hangulatot, majd a nyitó kórus bontja ki teljes egészében. Goldmark korábbi operájának, A házi tücsöknek a naiv, népies hangja köszön vissza a zenében. A felvonás csúcspontja a fiatal szerelmesek, Perdita és Florizel szerelmi kettőse és a menekülési jelenet. Ezekben a jelenetekben a szólamok a legmagasabb regiszterekben mozognak, a Sába királynője drámai hangvétele éledt itt újjá. Perdita megformálása zeneileg különösen jól sikerült. Alakja lágy, de kevéssé szentimentális.
Összességében elmondható, hogy az opera zenéje szerencsés kézzel ötvözte össze A házi tücsök lírai báját és a korábbi operák fennkölt pátoszát. A Téli rege egy korokon és stílusokon kívül helyezhető gyengéd, öregkori mű. Goldmark élete végén is képes volt jelentőset alkotni.